# Edenton
Edenton är administrativ huvudort i Chowan County i North Carolina. Orten fått sitt namn efter Charles Eden som var guvernör i Kolonin North Carolina. Mellan 1722 och 1743 var Edenton residensstad i kolonin. Edenton hade 5 004 invånare enligt 2010 års folkräkning.

## Kända personer från Edenton
- William Allen, politiker
- Harriet Ann Jacobs, abolitionist